# Taupont
Taupont (bret. Talbont) – miejscowość i gmina we Francji, w regionie Bretania, w departamencie Morbihan.
Według danych na rok 1990 gminę zamieszkiwały 1853 osoby, a gęstość zaludnienia wynosiła 64 osoby/km² (wśród 1269 gmin Bretanii Taupont plasuje się na 340. miejscu pod względem liczby ludności, natomiast pod względem powierzchni na miejscu 298.).